# Tortuga-Klapperschlange
Die Tortuga-Klapperschlange (Crotalus tortugensis) ist eine Art der Klapperschlangen (Crotalus) innerhalb der Vipern (Viperidae). Ihr Verbreitungsgebiet ist auf die mexikanische Insel Tortuga im Golf von Kalifornien beschränkt.

## Merkmale
Die Tortuga-Klapperschlange ist eine relativ lange Klapperschlange mit einer Körperlänge von bis zu einem Meter. In der Färbung ähnelt sie der nahe verwandten Texas-Klapperschlange (C. atrox), wobei als Unterscheidung nur die etwas helleren Zentren der Rückendiamanten zu nennen sind. Die Grundfärbung ist grau bis graubraun mit einer deutlichen Reihe von rautenförmigen Rückenflecken (Diamanten), die von hellen Rückenschuppen umrandet sind.

## Verbreitung und Lebensraum

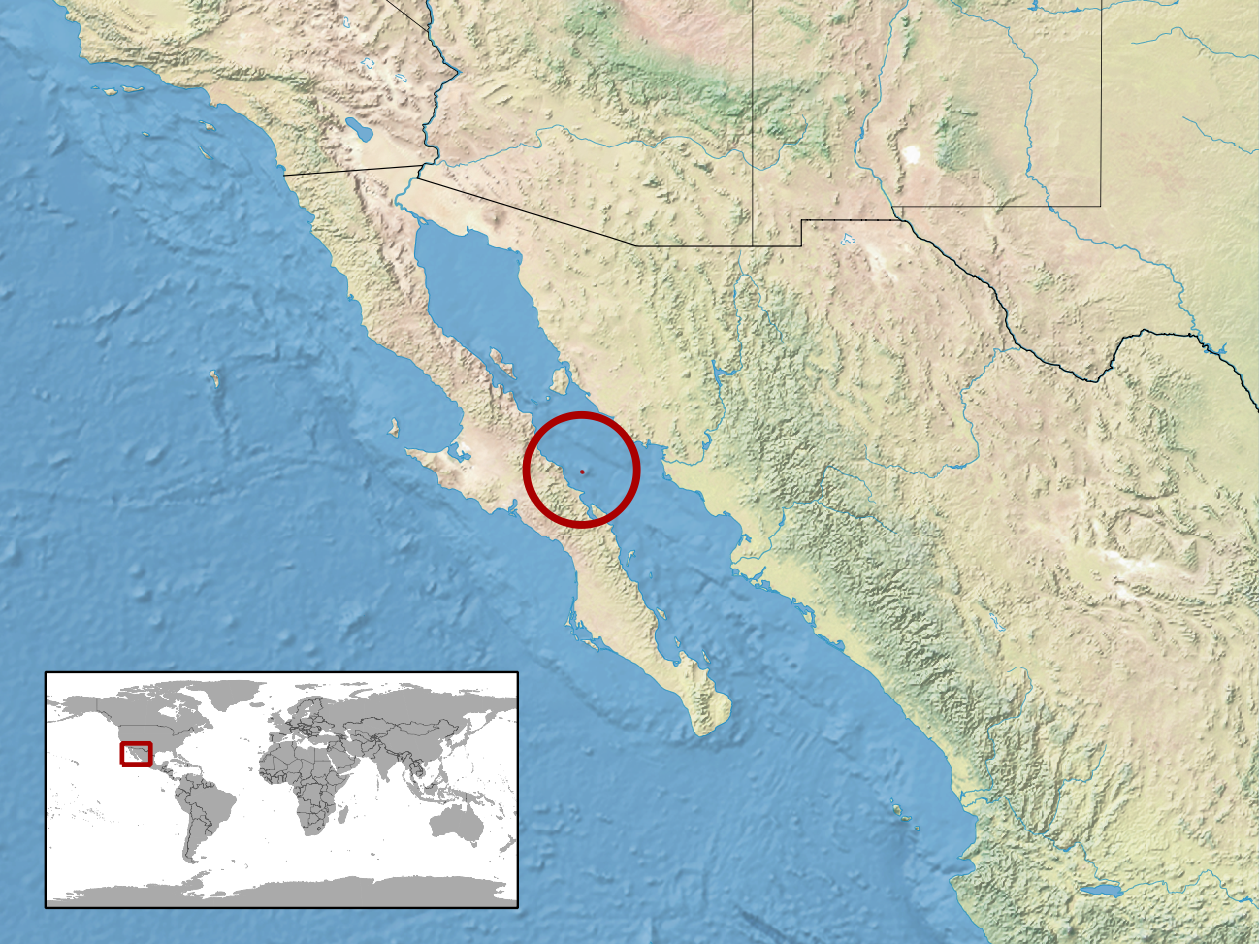
Verbreitungsgebiet

Das Verbreitungsgebiet der Schlange ist auf die Insel Tortuga im Golf von Kalifornien beschränkt, die zu Mexiko gehört. Dabei handelt es sich um einen sehr trockenen Lebensraum mit einem steinigen Boden. Die Vegetation besteht aus Kakteen und anderen trockenheitsresistenten Pflanzen.

## Schlangengift
Über die spezifische Wirkung und Zusammensetzung des Giftes dieser Art gibt es keine Angaben, wahrscheinlich ähnelt es dem der Texas-Klapperschlange. Bei Untersuchungen konnte festgestellt werden, dass die durchschnittliche Giftmenge, die bei einem Biss abgegeben wird, nur etwa 56 mg beträgt während diese mit 277 mg bei der Texas-Klapperschlange etwa fünfmal so hoch liegt.

## Gefährdung und Schutz
Die Tortuga-Klapperschlange wird in der Roten Liste der IUCN als nicht gefährdet (Least concern) eingestuft. Die Population der Schlange wird als stabil eingeschätzt und in ihrem sehr kleinen Verbreitungsgebiet kommt sie in hohen Individuenzahlen vor. Eine Gefährdung durch Naturkatastrophen, Menschen, Haustiere oder Neozoen wird auf der unbewohnten Insel nicht angenommen.

## Belege

### Zitierte Belege
Die Informationen dieses Artikels entstammen zum größten Teil den unter Literatur angegebenen Quellen, darüber hinaus werden folgende Quellen zitiert:
1. ↑  L.M. Klauber: Rattlesnakes: Their Habitats, Life Histories, and Influence on Mankind. Zweite Auflage, zuerst erschienen 1956, 1972. University of California Press, Berkeley 1992; ISBN 0-520-21056-5
2. ↑  Crotalus tortugensis in der Roten Liste gefährdeter Arten der IUCN 2007. Eingestellt von: Frost, D.R., 2007. Abgerufen am 4. April 2008.